# Contea di Allen (Kentucky)
La contea di Allen (in inglese Allen County) è una contea dello Stato del Kentucky, negli Stati Uniti. La popolazione al censimento del 2000 era di 17 800 abitanti. Il capoluogo di contea è Scottsville.